# Biscaye
La Biscaye (en espagnol : Vizcaya, en basque et officiellement Bizkaia) est une province du Nord de l'Espagne. Elle forme la partie nord-ouest de la Communauté autonome du Pays basque.
Elle est bordée par les provinces de Cantabrie (ouest), de Burgos (sud-ouest), d'Alava (sud), du Guipuscoa (est), et par le golfe de Gascogne (nord). La commune d'Orduña forme une exclave de Biscaye, localisée entre les provinces d'Alava et de Burgos.
Des 1 152 658 habitants (en 2009) de la province de Biscaye, environ 30 % habitent la capitale Bilbao (basque Bilbo). Guernica, une ville considérée comme le centre spirituel du Pays basque, est située dans cette province. Les autres villes importantes sont Barakaldo, Portugalete, Bermeo, Durango, et Balmaseda.
Le nom Bizkaia signifie montueux (voir Labets-Biscay).

## Climat
Climat tempéré, océanique, assez nuageux avec des pluies abondantes (moyenne annuelle : 1 200 mm) surtout en automne et hiver. Les températures sont modérées (été ou hiver) surtout vers la côte (moyenne annuelle : 14-15 °C).

## Histoire

### Préhistoire
La Biscaye a été habitée depuis le Paléolithique moyen par des néandertaliens (Venta Laperra, Santimamiñe). Les Homo sapiens modernes ont laissé des restes des cultures : Aurignacien (Venta Laperra), Gravettien (Santimamiñe, Atxurra), Solutréen (Santimamiñe), Magdalenien (Santimamiñe avec peintures de bisons, chèvres, cerfs). Pendant le Mésolithique la culture est azilienne.
Le Néolithique est tardif et sans grands changements avec le passé, et voit apparaître le Mégalithisme (surtout des dolmens). Pendant le Chalcolithique, l'âge du bronze et l'âge du fer la population grandit et lentement quitte les cavernes (transformées souvent en cimetières).

### Période de Rome
Les géographes romains font mention de deux tribus : Caristes et Autrigons. Les Caristes se trouvaient dans le centre et l'Est (ainsi que dans l'Ouest de Guipuscoa et partie de Alava), et les Autrigons dans l'Ouest (ainsi que dans le Nord-Ouest de Alava, le Nord-Est de la province de Burgos et l'Est de Cantabria). Mais d'autres géographes ne parlent que de Vardules (habitants aussi de Guipuscoa), ou citent les Origeviones dans la région des Caristes.
Selon la toponymie et l'évidence historique et archéologique, il est vraisemblable que ces tribus parlaient la langue basque.
Il n'y a pas d'indications de luttes ou de résistance aux Romains (ou bien il n'y avait pas d'intérêt de la part des Romains pour les ressources de la région). C'est seulement près de Gernika (en Forua), sur quelques bornes milliaires, que l'on retrouve des traces de la présence romaine.

### Moyen Âge
Dans les premiers temps du Moyen Âge, l'histoire de Biscaye ne peut pas être séparée de celle de l'ensemble du Pays basque, qui était de facto indépendant malgré les efforts des Wisigoths et Francs pour établir leur domination. Au début du VIIe siècle, le roi wisigoth Sisebut intégra la Biscaye à son royaume.

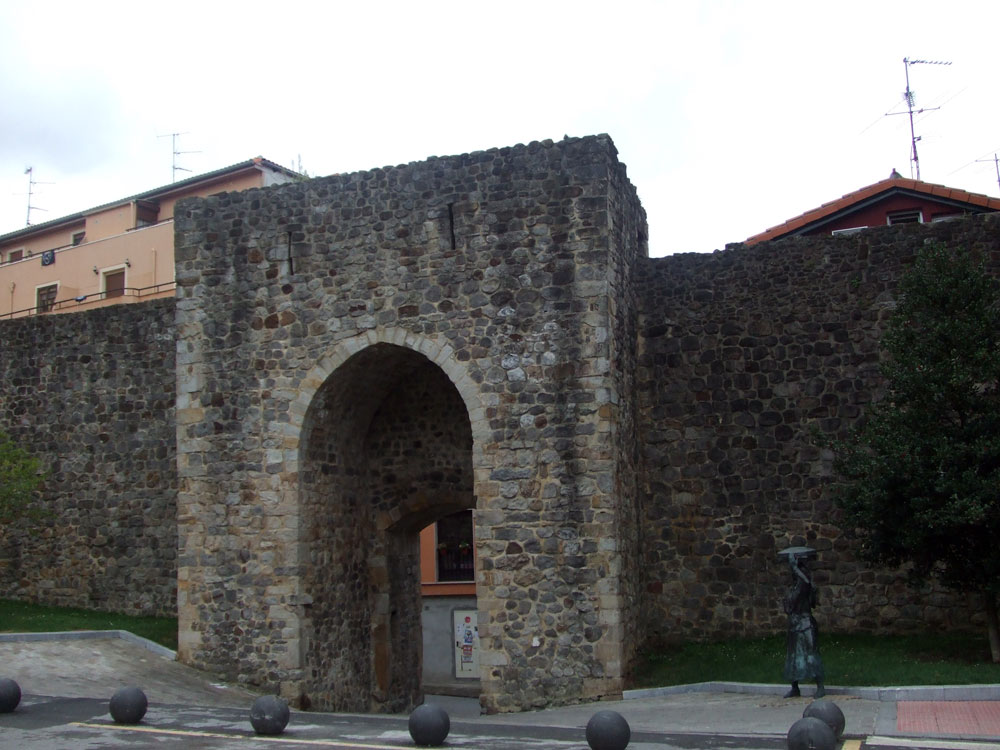
La porte de Saint-Jean, partie de l'enceinte médiévale de Bermeo.

Dans les anciennes chroniques du royaume des Asturies, on dit que la Biscaye était « possédée par ses habitants » (c'est-à-dire libre) tandis que la partie occidentale fut « repeuplée » (contrôlée) par ce royaume. En 905, les chroniques de Leon mentionnent pour la première fois que la Biscaye était incluse dans le royaume de Pampelune, qui établit le premier comte connu (Iñigo López « Ezquerra ») au début du XIe siècle.
Aux XIe et XIIe siècles, Iñigo López et ses successeurs profitèrent des conflits entre les royaumes de Castille et de Pampelune/Navarre pour devenir les seigneurs de Biscaye (1043) en alliance avec la Castille, dont le roi leur donne des fiefs comme Haro. Ni Durango ni les Encartaciones n'étaient compris dans la Biscaye de cette période. Durango fut perdu par la Navarre en 1200 et incorporé à la Biscaye. Les Encartaciones furent incorporés par divers actes (hérédité par exemple) au fil du temps.
Par héritage, la seigneurie passa en 1370 à l'Infant Jean de Castille devenu plus tard Jean Ier de Castille (1379) ; on crée donc une union personnelle de la Biscaye avec la couronne de Castille (pas une fusion).

### Époque moderne

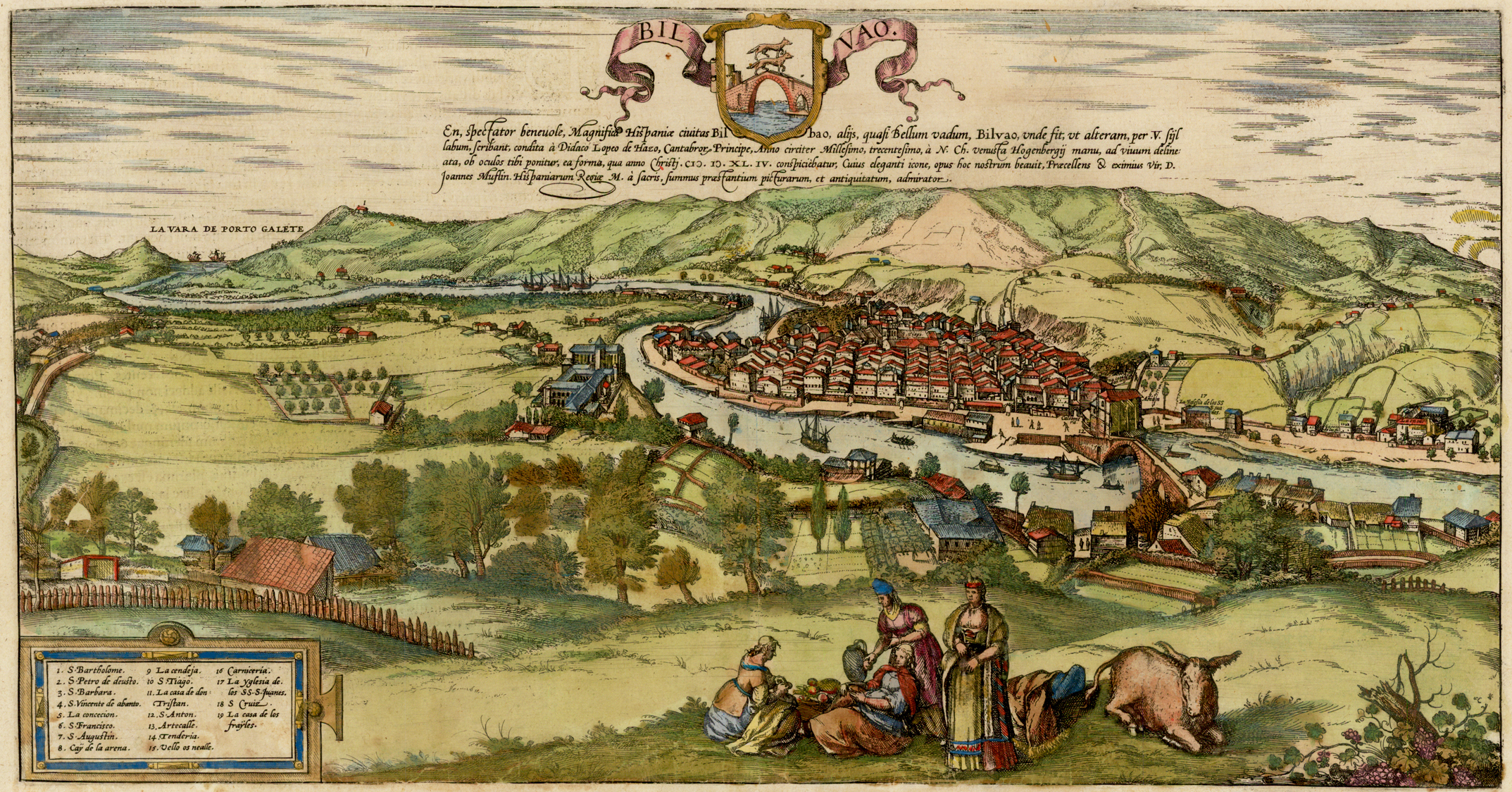
Bilbao en 1575.

L'économie de Biscaye dépend de l'agriculture et du fer (mines et forges), auxquels on ajoute sur la côte la pêche (on doit mentionner la chasse à la baleine et la pêche de la morue à Terre-Neuve) et le commerce, qui ont besoin de chantiers de navires (actifs grâce à l'abondance de bois). Bilbao est le port le plus important, surtout par sa position dans la « route de la laine » de la Castille jusqu'à la Flandre.
Quand la monarchie passe de la maison d'Autriche aux Bourbons Biscaye appuie les Bourbons (donc ne perdra pas son autonomie comme d'autres régions), mais la monarchie bourbonienne tente de l'incorporer au reste (par exemple les douanes) ce qui provoque des révoltes populaires. Voir aussi le traité de Bonne Correspondance.

### Époque actuelle
Le XIXe siècle commença avec les guerres de Coalitions entre Espagne et France dans lesquelles le pays fut pris plusieurs fois par les deux armées.

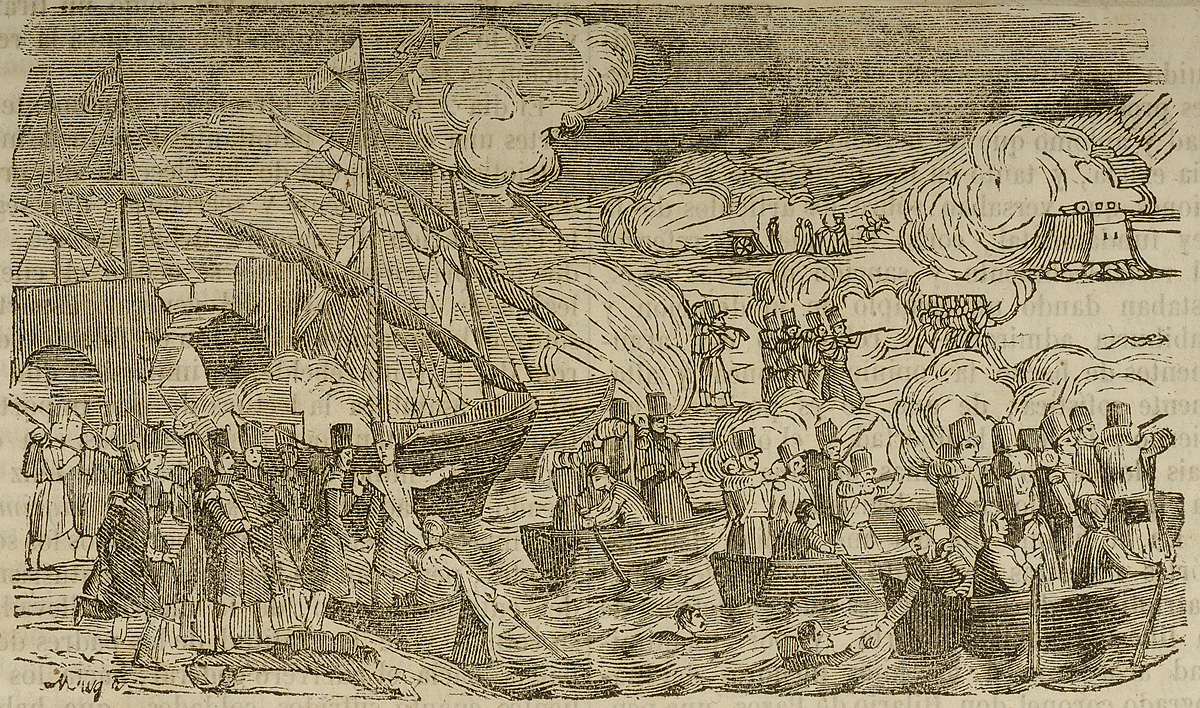
Attaque au pont de Luchana. Gravure de 1849.

La succession du roi Ferdinand VII fut le déclencheur des guerres carlistes ; deux touchèrent la Biscaye : (1833-1840) et (1872-1876). La plupart de la Biscaye appuya le carlisme mais Bilbao se rangea dans le camp du gouvernement libéral espagnol et fut assiégé (devenant « invicte »).
La fin de la guerre amena la perte de la plupart de l'autonomie de la Biscaye (de ses fors) et fut aussi le commencement de l'exploitation illimitée des mines de fer (le régime pré-libéral la limitait comme un trésor), ainsi la Biscaye devint un pays industriel avec des effets importants : épuisement des mines dans un délai d'un siècle (une grande partie du minerai s'en va en Angleterre, où est extrait le charbon) ; immigration massive (voir Démographie) des ouvriers venus des autres régions d'Espagne qui vivent dans des conditions très pénibles surtout sur la « rive gauche » de l'estuaire (conflits ouvriers-patrons et formation de deux communautés : native (basque) et immigrée) ; formation de grandes fortunes (Ybarra, Chávarri, Lezama-Leguizamón… en plus des Anglais, Français et Belges) qui en exportent une grande partie au-dehors de la Biscaye (devenu un centre capitaliste d'Espagne : Banco Bilbao et Banco Vizcaya qui forment aujourd'hui le BBVA).
Après la défaite carliste, Sabino Arana, un Biscaïen de famille carliste bourgeoise, crée le nationalisme basque à la fin du XIXe siècle (initialement de droite) qui devient un des grands partis de Biscaye (avec la droite et la gauche « espagnolistes ») quand la monarchie espagnole tombe avec la proclamation de la IIe République (1931).
Durant la guerre civile entre 1936 et 1939, le territoire fut l'objet de nombreuses batailles : campagne de Biscaye, bataille de Bilbao, campagne du Nord, bombardement de Guernica, bataille de Santander. La victoire du général Franco amène la répression contre tout ce que n'était pas catholique, de « droite », ou « séparatiste » (voir basquiste) ; ainsi fut perdue la petite autonomie restante de la Biscaye. Avec la prospérité des années 1960 arrive une nouvelle vague d'immigrants d'expression castillane.
Le franquisme meurt, comme Franco, de vieillesse en 1975, devant une société qui veut être « européenne », et non « différente » comme le franquisme, et arrive la démocratie actuelle : autonomie partielle du Pays basque (et de Biscaye).

## Politique

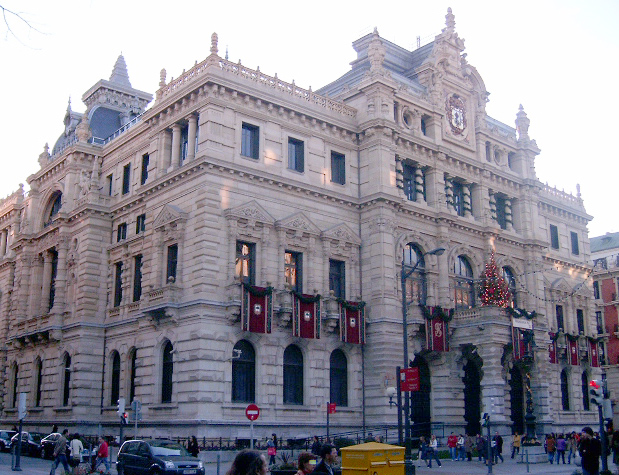
Palais de la Députation Forale de Biscaye à Bilbao

La Biscaye est un territoire historique de la Communauté autonome du Pays basque, donc avec une certaine autonomie, par exemple dans le domaine de impôts, des routes, dont le responsable est la Députation forale, son chef étant le Député Général ; celui-ci est élu par les Juntes Générales, chambre formée par une cinquantaine d'élus directement par les biscaïens groupés en quatre circonscriptions.
La Biscaye est découpée en 111 communes (Liste des communes de Biscaye).

## Voies d'accès
- AP-8 Autoroute de Cantabrie.
- AP-68 Autoroute Bilbao-Saragosse.

## Lieux et monuments

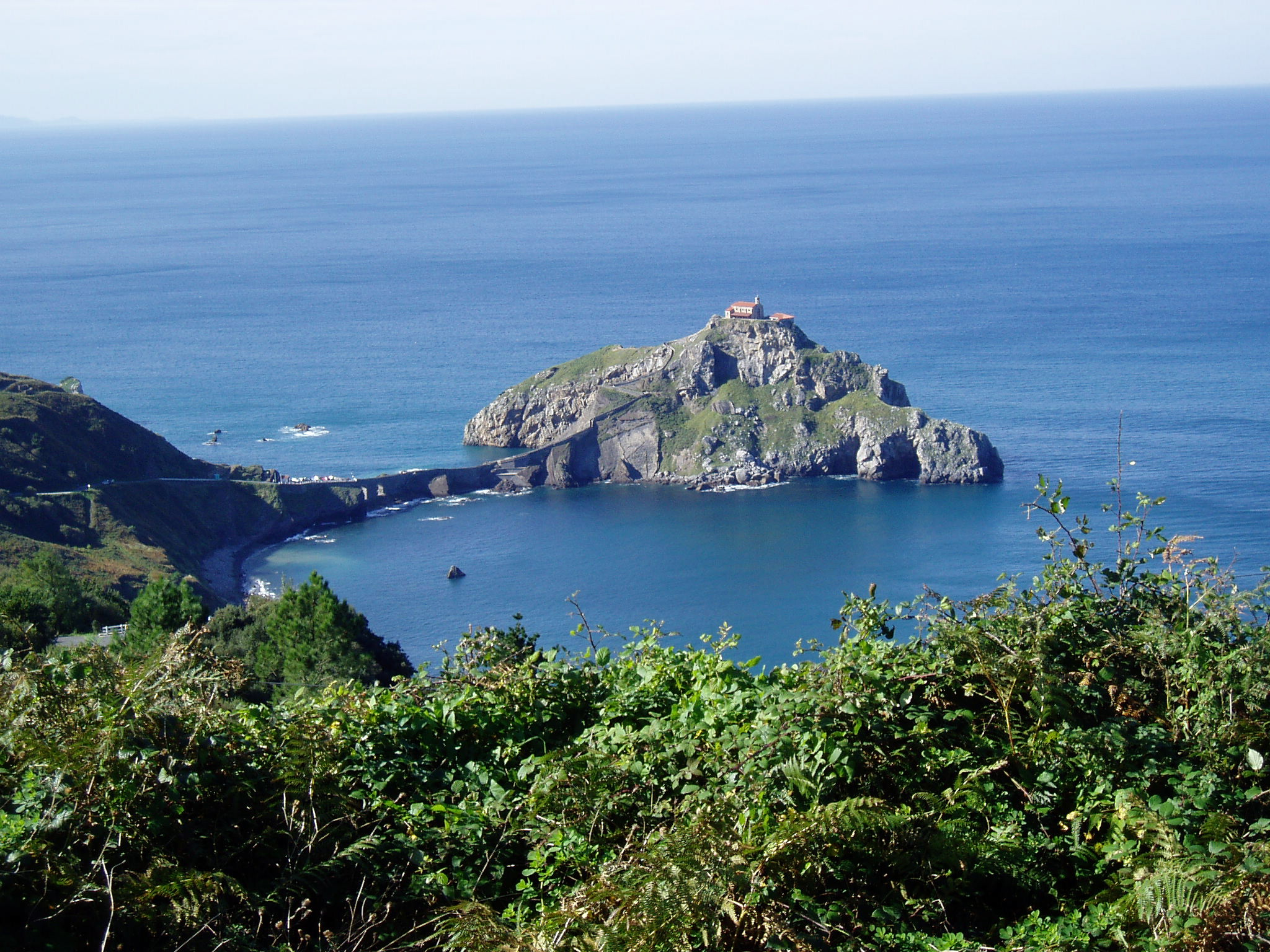
San Juan de Gaztelugatxe à Bermeo
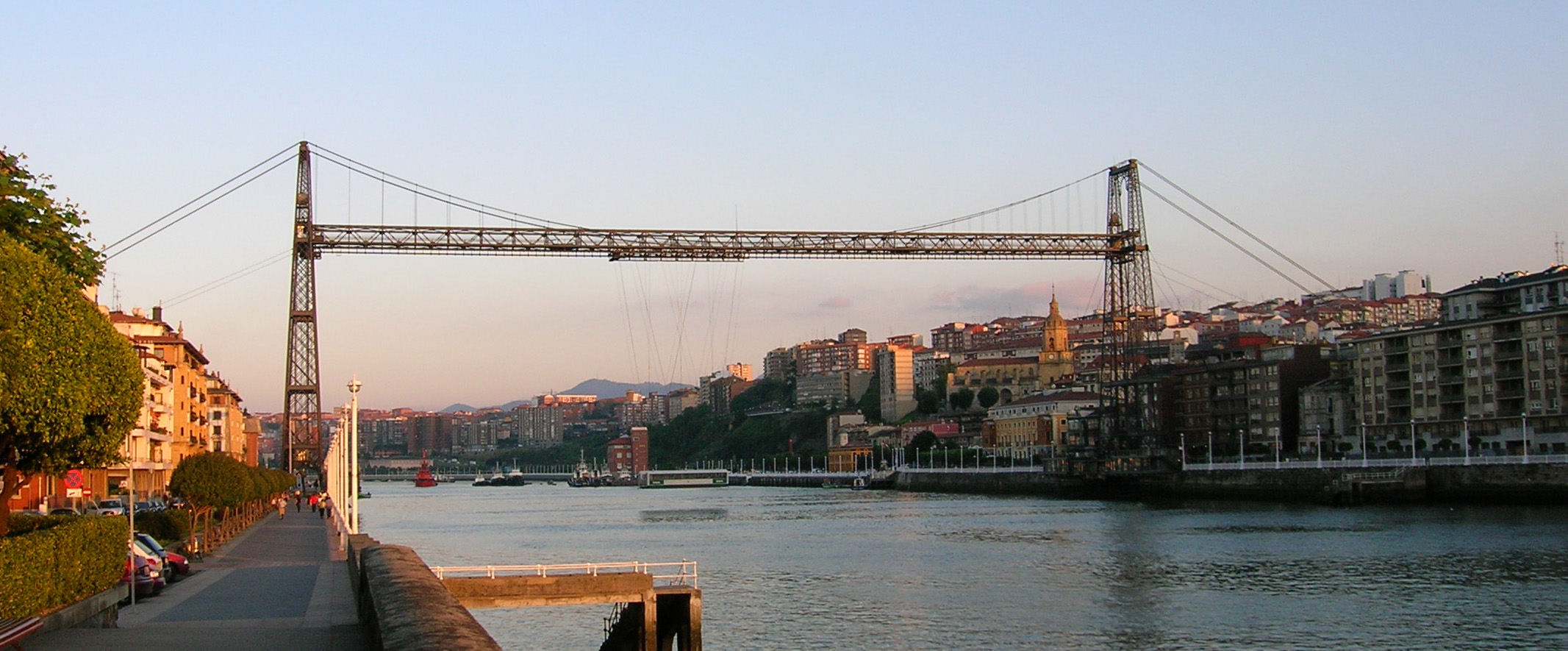
Pont de Biscaye reliant Portugalete à Las Arenas
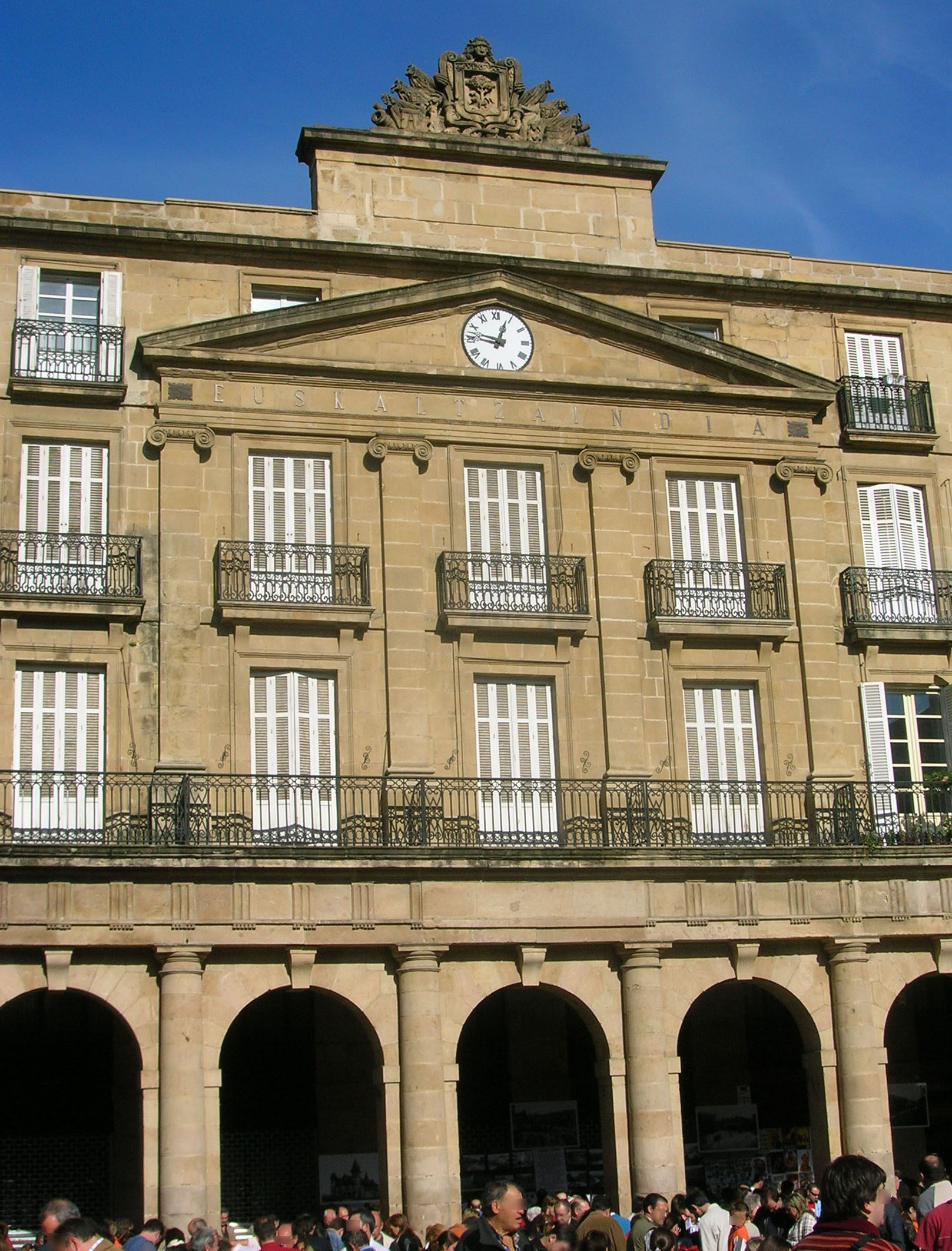
Le siège de l'Académie de la langue basque (ou Euskaltzaindia), à Bilbao
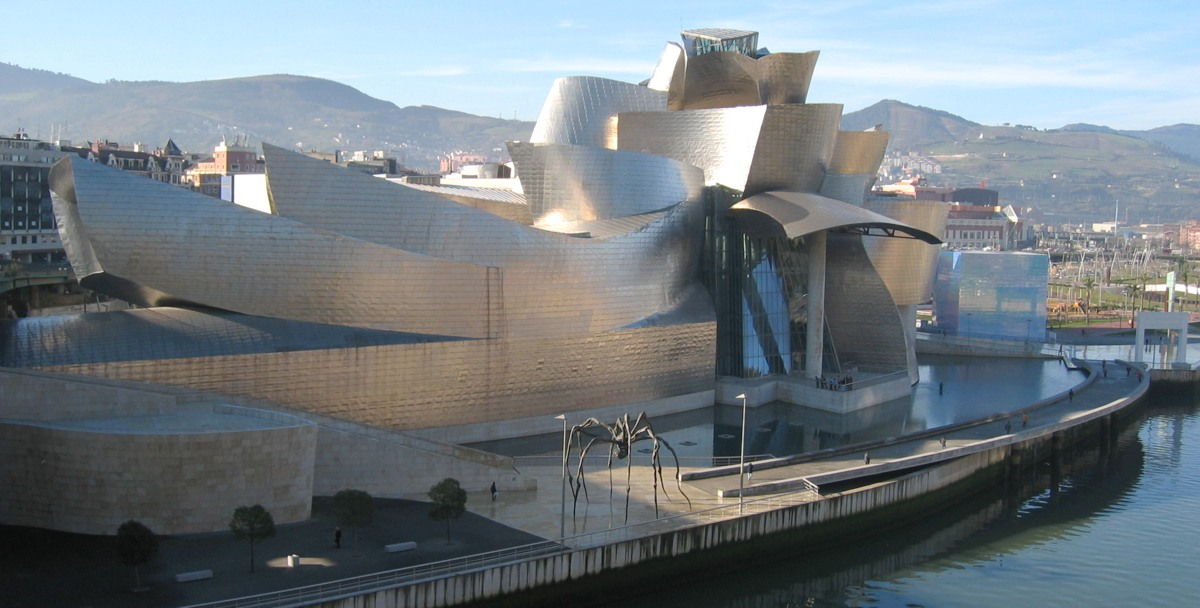
Musée Guggenheim de Bilbao.

## Démographie
| 1857    | 1900    | 1910    | 1920    | 1930    | 1940    | 1950    | 1960    | 1970      |
| ------- | ------- | ------- | ------- | ------- | ------- | ------- | ------- | --------- |
| 160 579 | 311 161 | 349 923 | 409 550 | 485 205 | 511 135 | 569 188 | 754 383 | 1 043 310 |

| 1981      | 1991      | 2001      | 2006      | - | - | - | - | - |
| --------- | --------- | --------- | --------- | - | - | - | - | - |
| 1 181 401 | 1 156 245 | 1 132 616 | 1 139 863 | - | - | - | - | - |

| 1.  | Bilbao            | 351.629 |
| 2.  | Barakaldo         | 100.369 |
| 3.  | Getxo             | 80.026  |
| 4.  | Portugalete       | 47.756  |
| 5.  | Santurtzi         | 47.129  |
| 6.  | Basauri           | 41.971  |
| 7.  | Leioa             | 30.626  |
| 8.  | Sestao            | 28.831  |
| 9.  | Galdakao          | 29.130  |
| 10. | Durango           | 28.618  |
| 11. | Erandio           | 24.326  |
| 12. | Amorebieta-Etxano | 18.513  |
| 13. | Bermeo            | 17.144  |
| 14. | Mungia            | 16.912  |
| 15. | Gernika-Lumo      | 16.812  |